# Pseudophryne covacevichae
Pseudophryne covacevichae é uma espécie de anfíbio da família Myobatrachidae.
É endémica da Austrália.
Os seus habitats naturais são: florestas secas tropicais ou subtropicais , campos de gramíneas de clima temperado, rios e marismas intermitentes de água doce.
Está ameaçada por perda de habitat.